# IC 3589
IC 3589 је појединачна звијезда у сазвјежђу Дјевица која се налази на листи објеката дубоког неба у Индекс каталогу.
Деклинација објекта је + 6° 56' 13" а ректасцензија 12h 37m 1,3s.